# James Efmorfidis
James Efmorfidis (Grieks: Τζέιμς Ευμορφίδης, Athene, 18 januari 1996) is een voormalig Nederlands-Grieks voetballer die als aanvaller speelde.

## Carrière
James Efmorfidis speelde in de jeugdopleidingen van Enosi Erythreas, AFC Ajax, Real Madrid, AEK Athene, FC Barcelona en weer AFC Ajax. In 2015 maakte hij de overstap naar AZ, waar hij vooral in het beloftenelftal speelde. Hij zat één keer op de bank bij het eerste elftal van AZ, in de met 3-0 verloren uitwedstrijd tegen PSV. Met Jong AZ werd hij in het seizoen 2016/17 kampioen van de Tweede divisie, maar Efmorfidis vertrok halverwege het seizoen naar het Griekse AE Larissa 1964. Hier speelde hij twee wedstrijden in de Super League, maar dit beviel hem niet en hij keerde terug naar Nederland. Hij sloot kort aan op de training bij SDO Bussum en toen SDO-trainer Ivar van Dinteren deze functie combineerde met het trainerschap bij Jong Almere City FC maakte Efmorfidis ook deze overstap. In het seizoen 2017/18 speelde hij voor Jong Almere City FC in de Derde divisie zaterdag. In januari 2018 tekende Efmorfidis een contract tot 2020 bij Almere City FC. Hierna ging hij naar RKC Waalwijk. Na één seizoen bij RKC Waalwijk liet hij zijn contract ontbinden en op 3 augustus 2021 kondigde hij aan zich op een maatschappelijke carrière te richten.

### Statistieken
| Seizoen        | Club            | Land           | Competitie     | Competitie | Competitie | Beker | Beker | Totaal | Totaal |
| Seizoen        | Club            | Land           | Competitie     | Wed.       | Dlp.       | Wed.  | Dlp.  | Wed.   | Dlp.   |
| -------------- | --------------- | -------------- | -------------- | ---------- | ---------- | ----- | ----- | ------ | ------ |
| 2015/16        | AZ              | Nederland      | Eredivisie     | 0          | 0          | 0     | 0     | 0      | 0      |
| 2016/17        | Jong AZ         | Nederland      | Tweede divisie | 7          | 1          | –     | –     | 7      | 1      |
| 2016/17        | AE Larissa 1964 | Griekenland    | Super League   | 2          | 0          | 0     | 0     | 2      | 0      |
| 2017/18        | Almere City FC  | Nederland      | Eerste divisie | 35         | 9          | 1     | 0     | 36     | 9      |
| 2019/20        | Almere City FC  | Nederland      | Eerste divisie | 14         | 4          | 1     | 1     | 15     | 5      |
| 2020/21        | RKC Waalwijk    | Nederland      | Eredivisie     | 7          | 0          | 0     | 0     | 7      | 0      |
| Carrièretotaal | Carrièretotaal  | Carrièretotaal | Carrièretotaal | 65         | 14         | 2     | 1     | 67     | 15     |